# Kotojärvensaari
Kotojärvensaari är en ö i Finland. Den ligger i sjön Kotojärvi och i kommunen Borgnäs i den ekonomiska regionen  Helsingfors  och landskapet Nyland, i den södra delen av landet, 40 km nordost om huvudstaden Helsingfors. Öns area är 6,6 hektar och dess största längd är 0,6 kilometer i öst-västlig riktning.